# Río Lamas (periodiskt vattendrag i Chile)
Río Lamas är ett periodiskt vattendrag i Chile.   Det ligger i regionen Región de Atacama, i den nordöstra delen av landet, 700 km norr om huvudstaden Santiago de Chile.
Omgivningen kring Río Lamas är ofruktbar med lite eller ingen växtlighet. Området är mycket glesbefolkat, med 7 invånare per kvadratkilometer.